# Закрытый павильон над источником минеральных вод (Марциальные Воды)
Закрытый павильон над источником минеральных вод — небольшое сооружение (малая архитектурная форма), построенное над вторым источником минеральной воды на первом российском курорте Марциальные Воды. Сохранившийся к началу XXI века павильон был построен в 1892—1894 годах по проекту П. Сазонова. Является выявленным объектом культурного наследия и входит в состав экспозиции исторического музея-заповедника «Марциальные воды».

## Описание
Сооружение, воздвигнутое над вторым источником минеральных вод в 1892—1894 годах по проекту П. Сазонова, представляет собой одноэтажный деревянный квадратный в плане (3,70 × 3,67 м) павильон закрытого типа. Двускатная металлическая крыша выполнена на стропилах. Стены сформированы дощатыми филёнками между вертикальными стойками. Горизонтальная обвязка разделяет фасады на три части: цокольную, основную и карнизную. Карнизная часть фасадов украшена накладными деталями со сквозной орнаментальной резьбой. Для декорирования фронтона также использованы многоярусные резные причелины и фигурные кронштейны. В боковых фасадах павильона устроены многостекольные двустворчатые окна с треугольным верхом. На главном фасаде имеются: филёнчатая дверь из двух створок, окно над дверью с треугольным верхом и пара прямоугольно-вытянутых окон с многостекольными рамами по бокам от двери.

## История

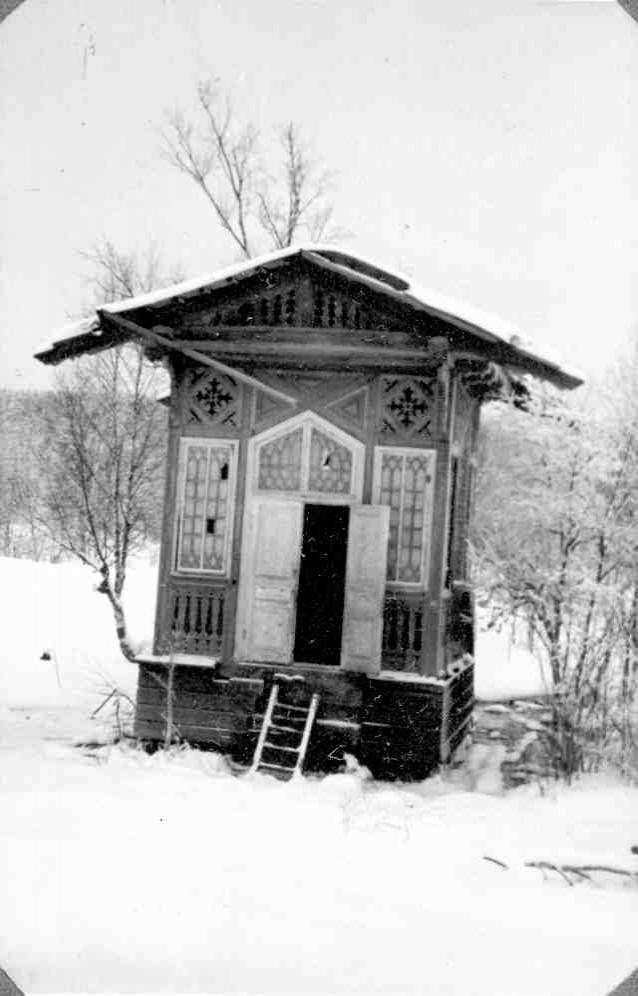
Павильон в 1942 году

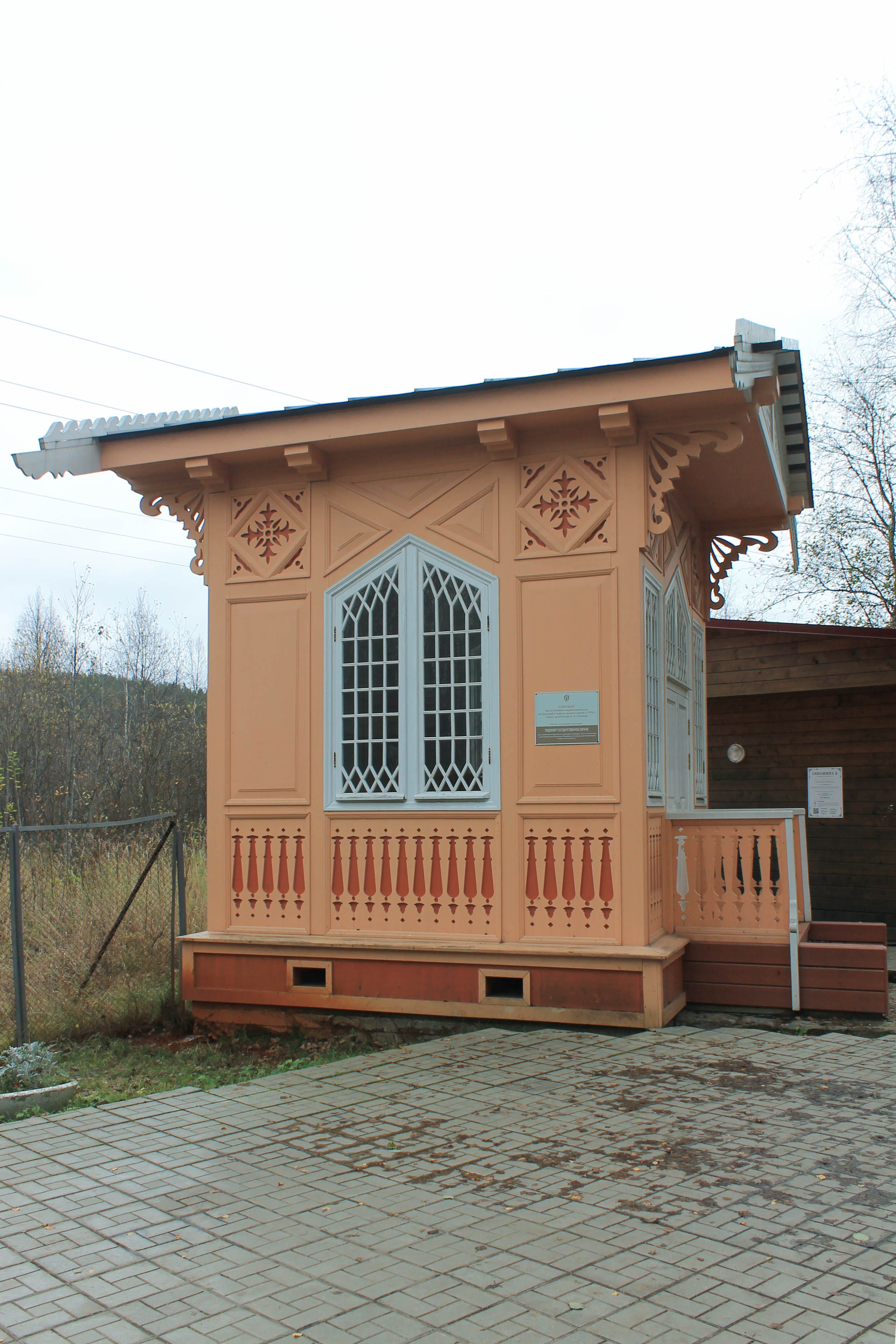
Боковой фасад отреставрированного павильона

Второй источник минеральный воды впервые упоминается в 1891 году. О конструкции этого колодца, устроенного в 1890-х годах по частной инициативе, известно лишь, что она была «самой первобытной».
Олонецкий губернатор Г. Григорьев на волне реформ Александра II решил начать работу по привлечению туристов в Карелию. В преддверии визита великих князей в Олонецкую губернию появилась необходимость в сооружении бювета над вторым источником. Первоначальный замысел предполагал обустройство двухэтажного павильона на каменном основании со стеклянным вторым этажом. Однако в результате обследования места строительства автор проекта П. Сазонов остановился на более лёгком и дешёвом варианте деревянного одноэтажного бювета. Павильон был выстроен в 1892—1893 годах, а в 1894 году покрыт железной крышей.
В советское время возобновился интерес к первому российскому курорту. В 1946 году был учреждён музей-заповедник «Марциальные воды», а в 1964 году был открыт санаторий «Марциальные воды». В санатории минеральные воды подаются через вновь выстроенную питьевую галерею, а колодцы в старых павильонах не использовались и были закрыты полами. Закрытый павильон над источником минеральных вод является объектом показа музея истории Первого российского курорта «Марциальные воды».
Приказом Министерства культуры Республики Карелия № 291 от 3 декабря 1997 года закрытый павильон над источником минеральных вод признан выявленным памятником архитектуры.
К началу XXI века постройка пришла в аварийное состояние, и в 2008 году павильон был разобран для проведения ремонтно-реставрационных работ. Был выполнен ремонт фундамента. Реставрация отдельных конструкций и элементов памятника выполнялась в Сортавале на производственной базе ООО «Реставрация». Из-за отсутствия финансирования в 2009 году работы были приостановлены. Работы были возобновлены в 2015 году и в 2016 году отреставрированный павильон был вновь собран на отремонтированном фундаменте на своём историческом месте.